# 長谷寺 (大船渡市)
長谷寺（ちょうこくじ）は、岩手県大船渡市猪川町にある真言宗智山派の寺院。山号は龍福山。本尊は十一面観音であり、県から有形文化財に指定されている。

## 歴史
平安時代初期の大同年間に坂上田村麻呂が蝦夷征討の際、当時気仙地方を支配し「赤顔」「鬼」と称していた「金犬丸」を討ち取り、刎頸した後、土の中に埋められ、その上に堂を建て十一面観音を祀ったのが始まりとされる。鬼の歯牙33枚がある。938年（天慶9年）に当時の気仙郡司が開基となり、石山寺（滋賀県大津市）の淳祐学匠を勧請開山した。中世に入ると当時、当地の地頭職であった江刺氏以外は庇護する者も無く時代によって盛衰を繰り返したが1625年（寛永2年）に現在地へ移転したことで再興。1705年（宝永2年）に現在の本堂を建立、1716年（享保元年）も同様に観音堂が再建され現在に至っている。

## 文化財
- 木造十一面観音菩薩立像 3体

像高236.3cm、178.7cm、47.8cm。3体とも木造、カツラ材、一木造で平安末期の作。鉈彫り。観音堂の本尊として、宮殿形の厨子に1706年（宝永2年）安置された。1975年3月4日、県から有形文化財に指定された。
- 木造如来坐像

像高71.2cm。木造、カツラ材、寄木造、漆箔仕上げ。肩と膝前ではぎ、螺髪、耳の輪を欠失。台座および光背はなく、右肩矧付部から後補。1954年4月5日、県から有形文化財に指定された。

## 現地情報

### 所在地
- 岩手県大船渡市猪川町字長谷堂127

### 交通アクセス
- 三陸鉄道盛駅から徒歩20分
- 三陸沿岸道路大船渡インターチェンジより車5分